# Ganges, Hérault
Ganges là một commune trong vùng Occitanie, thuộc tỉnh Hérault, quận Montpellier, tổng Ganges (Chef-Lieu). Ganges nằm trên độ cao trung bình là 186 mét trên mực nước biển, có điểm thấp nhất là 138 mét và điểm cao nhất là 540 mét. Xã có diện tích 7,16 km², dân số vào thời điểm 2006 là 3887 người; mật độ dân số là 543 người/km².

## Thông tin nhân khẩu
| 1962  | 1968  | 1975  | 1982  | 1990  | 1999  |
| ----- | ----- | ----- | ----- | ----- | ----- |
| 4.818 | 4.872 | 3.858 | 3.533 | 3.343 | 3.502 |